# بیستریتسه پود لوپنیکم
بیستریتسه پود لوپنیکم (به چکی: Bystřice pod Lopeníkem) یک منطقهٔ مسکونی در جمهوری چک است که در ناحیه اوهرسکه هرادیشتی واقع شده‌است. بیستریتسه پود لوپنیکم ۱۳٫۴۲ کیلومتر مربع مساحت و ۸۱۴ نفر جمعیت دارد و ۳۶۵ متر بالاتر از سطح دریا واقع شده‌است.